# Освіта в Шостці

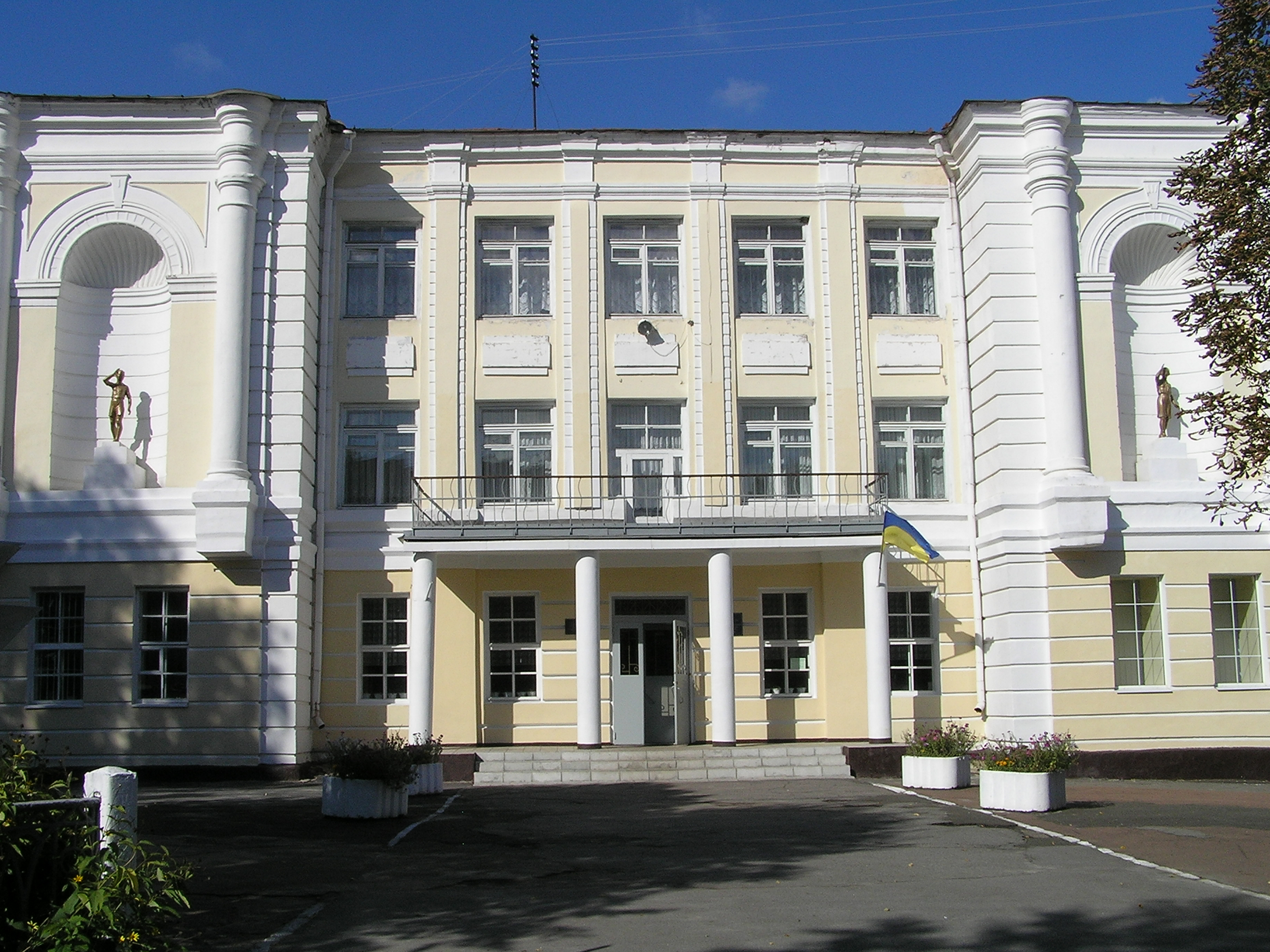
Школа № 2, 1936 р., типовий проєкт

## Дошкільна освіта
15 дитячих садочків.
| №  | Назва закладу                                                                                  | ПІБ керівника                   | Кількість дітей | Всього робітників | Педагогів |
| -- | ---------------------------------------------------------------------------------------------- | ------------------------------- | --------------- | ----------------- | --------- |
| 1  | Комунальна організація "Шосткинский дошкільний навчальний заклад (ясла-садок) № 1 «Дзвіночок»  | Неселевська Ольга Володимирівна | 305             | 50                | 22        |
| 2  | Комунальна організація "Шосткинский дошкільний навчальний заклад (ясла-садок) № 2 «Іскорка»    | Казаріна Любов Василівна        | 226             | 47                | 21        |
| 3  | Комунальна організація "Шосткинский дошкільний навчальний заклад (ясла-садок) № 3 «Ведмежатко» | Чечун Тамара Анатоліївна        | 307             | 58                | 26        |
| 4  | Комунальна організація "Шосткинский дошкільний навчальний заклад (ясла-садок) № 4 «Казка»      | Салівонова Лідія Михайлівна     | 145             | 30                | 12        |
| 5  | Комунальна організація "Шосткинский дошкільний навчальний заклад (ясла-садок) № 5 «Теремок»    | Бурнатна Ольга Миколаївна       | 235             | 55                | 26        |
| 6  | Комунальна організація "Шосткинский дошкільний навчальний заклад (ясла-садок) № 6 «Дзвіночок»  | Єрко Олена Петрівна             | 120             | 33                | 15        |
| 7  | Шосткинський дошкільний навчальний заклад (ясла-садок) № 7 «Горобинка»                         | Пастушенко Ганна Василівна      | 249             | 51                | 25        |
| 8  | Шосткинський дошкільний навчальний заклад (ясла-садок) № 8 «Оленка»                            | Упірова Анжела Володимирівна    | 250             | 50                | 22        |
| 9  | Шосткинський дошкільний навчальний заклад (ясла-садок) № 9 «Десняночка»                        | Осадча Марія Анатоліївна        | 215             | 50                | 29        |
| 10 | Шосткинський дошкільний навчальний заклад (ясла-садок) № 10 «Незабудка»                        | Пирогова Алла Миколаївна        | 231             | 46                | 18        |
| 11 | Шосткинський дошкільний навчальний заклад (ясла-садок) № 11 «Казка»                            | Козлова Тамара Григорівна       | 176             | 56                | 27        |
| 12 | Шосткинський дошкільний навчальний заклад (ясла-садок) № 12 «Росинка»                          | Авраменко Людмила Олександрівна | 215             | 45                | 20        |
| 13 | Шосткинський дошкільний навчальний заклад № 29                                                 | Чепкасова Тетяна Олексіївна     | 135             | 31                | 12        |

## Загальна середня освіта
14 загальноосвітніх шкіл.
| Назва закладу | ПІБ керівника                  | Адреса навчального закладу | Телефон | Кількість учнів | Всього робітників | Педагогів |
| --- | ------------------------------ | -------------------------- | ------- | --------------- | ----------------- | --------- |
| Шосткинська спеціалізована школа І-ІІІ ступенів № 1 | Кобилякова Антоніна Георгіївна | вул. Кірова, 10            | 2-13-31 | 1051            | 104               | 75        |
| Шосткинський навчально-виховний комплекс: спеціалізована школа І-ІІІ ступенів-ліцей                                                                     | Василенко Вячеслав Миколайович | вул. Свободи, 33           | 7-25-89 | 961             | 86                | 64        |
| Шосткинська гімназія | Мороз Юлія Михайлівна          | вул. Інститутська, 4       | 2-20-40 | 398             | 53                | 41        |
| Шосткинська загальноосвітня школа І-ІІІ ступенів № 4 | Редман Людмила Миколаївна      | вул. Куйбишева, 30         | 7-75-62 | 556             | 54                | 39        |
| Шосткинська загальноосвітня школа І-ІІІ ступенів № 5 | Михайленко Микола Миколайович  | вул. Марата, 24-а          | 7-55-68 | 656             | 81                | 55        |
| Шосткинський навчально-виховний комплекс: загальноосвітня школа І-ІІІ ступенів № 6 імені Героя Радянського Союзу Колодка — дошкільний навчальний заклад | Стариков Михайло Іванович      | вул. Піонерська, 6         | 7-99-81 | 135             | 33                | 19        |
| Шосткинська загальноосвітня школа І-ІІІ ступенів № 7 | Бакланова Людмила Францівна    | вул. Матросова, 1          | 7-31-21 | 538             | 62                | 46        |
| Шосткинська загальноосвітня школа І-ІІІ ступенів № 8 | Кириченко Олександр Васильович | вул. Бабушкіна, 29         | 7-78-68 | 382             | 52                | 35        |
| Шосткинська загальноосвітня школа І-ІІІ ступенів № 9 | Федорченко Олександр Павлович  | вул. Сумська, 2            | 7-03-19 | 221             | 42                | 23        |
| Шосткинська загальноосвітня спеціальна школа І-ІІ ступенів № 10                                                                                         | Оберемок Людмила Михайлівна    | вул. Герцена, 3            | 7-30-15 | 101             | 32                | 24        |
| Шосткинська загальноосвітня школа І-ІІІ ступенів № 11                                                                                                   | Черкай Наталія Григорівна      | вул. К.Маркса, 70          | 6-24-09 | 674             | 59                | 42        |
| Шосткинська загальноосвітня школа І-ІІІ ступенів № 12                                                                                                   | Круш Ірина Володимирівна       | вул. Ціолковського, 10     | 4-21-63 | 281             | 40                | 24        |
| Шосткинська спеціалізована школа І ступеня № 13 | Балицька Валентина Андріївна   | вул. Комуністична, 4-а     | 4-64-07 | 324             | 36                | 24        |
| Шосткинська вечірня (змінна) школа | Соломко Ірина Костянтинівна    | вул. Ціолковського, 10     | 7-27-34 | 141             | 10                | 8         |
| Шосткинська загальноосвітня школа-інтернат І-ІІІ ступенів                                                                                               | Захарченко Валерій Степанович  | вул. Сумська, 4            | 2-11-07 | 187             | 63                | 21        |

## Вища освіта
- Шосткинський інститут Сумського державного університету;
- Хіміко-технологічний коледж імені Івана Кожедуба;
- Консультаційний пункт СДПУ ім. А. С. Макаренка;
- Консультаційний пункт СНАУ;
- Шосткинське медичне училище;
- 3 професійно-технічних училища.